# Giorgio Abetti
Giorgio Abetti, född 5 oktober 1882 i Padua, Italien, död 24 oktober 1982 i Florens, Italien,  var en italiensk astronom.

## Biografi
Abetti var son till den kända astronomen Antonio Abetti. Han utbildades vid universiteten i Padua och Rom och började sin karriär vid Collegio Romano-observatoriet i Rom som biträdande astronom. Under första världskriget tjänstgjorde han i den italienska arméns ingenjörskår.
Abetti efterträdde 1922 fadern som chef för Osservatorio Astrofisico di Arcetri i Florens, en tjänst han innehade fram till 1957. Här ägnade han sig mycket åt att modernisera instrumenteringen med bland annat byggandet av ett soltorn som liknar det han hade sett på Mount Wilson i USA. Från 1925 till 1957 var han också professor i astronomi vid universitetet i samma stad.
Abetti är känd för att ha lett expeditioner för att observera solförmörkelser till Sibirien (1936) och Sudan (1952). Han var också gästprofessor vid Kairos universitet 1948–1949 och vice ordförande för Internationella astronomiska unionen 1928 till 1952.

## Utmärkelser
År 1937 tilldelades Abetti Prix Jules Janssen, den högsta utmärkelsen av Société astronomique de France. Han fick också Medaglia d'argento från Italian Geographic Society (1915) och Premio reale från Accademia dei Lincei (1925).
Kratern Abetti på månen och asteroiden 2646 Abetti är uppkallade efter honom och hans far.